# Yagi Hidetsugu

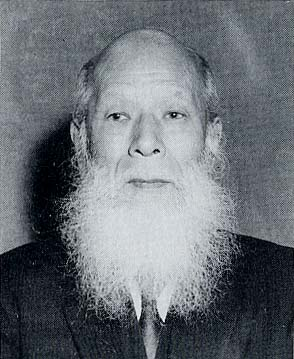
Yagi Hidetsugu

Yagi Hidetsugu (japanisch 八木 秀次; * 28. Januar 1886 in der Präfektur Osaka; † 19. Januar 1976 in Tokio) war ein japanischer Physiker. Ab 1924 entwickelte er mit Uda Shintarō die Yagi-Uda-Antenne (meist nur als Yagi-Antenne bezeichnet).

## Biographie
Im Jahre 1909 erlangte Yagi einen Abschluss als Elektrotechnik-Ingenieur an der Kaiserlichen Universität Tokio.
Zur Fortsetzung seiner Studien reiste er ab dem Jahr 1913 nach Großbritannien, in die Vereinigten Staaten und nach Deutschland, wo er seine Forschung auf dem Gebiet der elektromagnetischen Wellen zum Zwecke der Kommunikation per Funk vertiefte. So lernte er unter anderen an der TH Dresden unter der Leitung von Heinrich Barkhausen.
1916 kehrte er in seine Heimat zurück und erhielt dort 1919 eine Professur an der Fakultät für Ingenieurwissenschaften der Kaiserlichen Universität Tōhoku. Dort etablierte er schnell seine Forschung auf dem Gebiet der elektromagnetischen Wellen und machte eine Reihe von Veröffentlichungen.

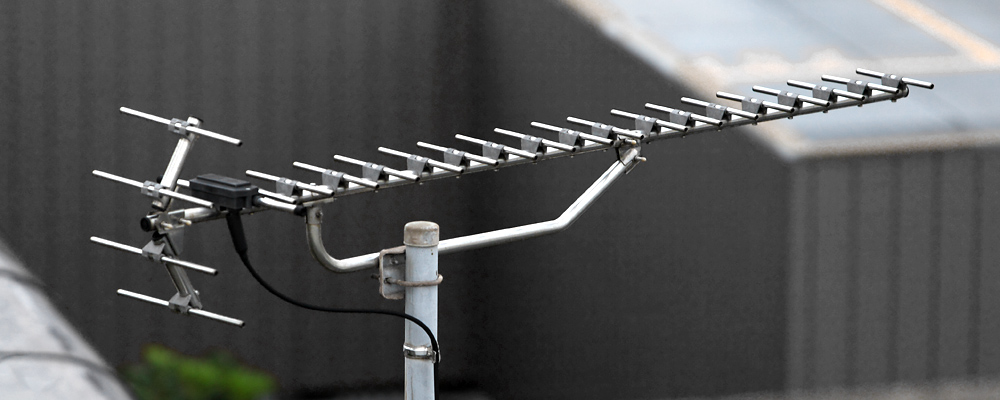
Yagi-Uda-Antenne

1926 patentierte er erstmals eine gerichtete VHF-Antenne zusammen mit seinem Mitarbeiter Shintaro Uda, der diese im gleichen Jahre erstmals öffentlich vorstellte, weshalb die Yagi-Antenne insbesondere in Japan als Yagi-Uda-Antenne bezeichnet wird. Im Februar 1926 veröffentlichte er mit Uda den Artikel Projector of the Sharpest Beam of Electric Waves in den Proceedings of the Imperial Academy of Japan. Die Fähigkeiten dieser Erfindung wurden zunächst in Japan unterschätzt, und so fand die Antenne vor allem in Europa und den USA Verbreitung, wo sie nach der Veröffentlichung von Yagis Arbeiten im Jahre 1928 industriell produziert wurde. Erst im Zweiten Weltkrieg erkannte Japan das Potenzial der „Yagi-Antenne“, als man erfuhr, dass diese von anderen Kriegsparteien als Radar-Antenne eingesetzt wurde, u. a. auch zur Bestimmung der Explosionshöhe der Hiroshima-Bombe. Heute ist die „Yagi-Antenne“ vor allem als Fernsehantenne bekannt und verbreitet. Sie findet aber auch in anderen Bereichen Verwendungen, vor allem für die hochfrequenten Frequenzbänder VHF und UHF.
1935 ernannte man Yagi zum Dekan der Fakultät für Industriewissenschaften in Tokio. Sieben Jahre später, im Jahre 1942 wurde er Generaldirektor des Technischen Institutes und 1944 Präsident der kaiserlichen Universität Osaka. Ihm war die Förderung junger Physiker ein Anliegen, unter anderem von Yukawa Hideki, welcher 1949 als erster Japaner den Nobelpreis in Physik bekam. Er war 1947 an der Gründung der japanischen Fabian Society beteiligt und trat 1953 in die Sozialistische Partei Japans ein. 1956 wurde er mit dem Kulturorden ausgezeichnet.